# Mustafa Çelebi
Pour les articles homonymes, voir Moustapha.
Mustafa Çelebi, aussi appelé Düzmece Mustafa (le faux Mustafa), (1380-1422), est un prince ottoman du début du XVe siècle. L'un des fils de Bayezid Ier, il disparaît au cours de la bataille d'Ankara en 1402. Un personnage se présentant comme le prince ayant survécu, peut-être un imposteur, apparaît plusieurs années plus tard, mais la question de sa légitimité n'est pas résolue.
Son descendant, Haji Khan Chalabi, est le fondateur, en 1745, du Khanat de Chaki sur le territoire de l'Azerbaïdjan.

## Biographie

### Jeunesse
Mustafa est un des fils de Bajazet Ier. Sa mère est probablement Devlet Hatun, la sœur du bey de la principauté de Germiyan[réf. nécessaire]. À la suite de la bataille d'Ankara en 1402 lors de laquelle le sultan ottoman Bajazet Ier est vaincu par Tamerlan, Mustafa est tué ou fait prisonnier en même temps que son père. Ses quatre frères se battent ensuite pour le sultanat lors de l'Interrègne ottoman. Mustafa aurait été détenu à Samarcande et après la mort de Tamerlan, serait revenu en Anatolie en 1405, et se serait installé lui-même dans les territoires des beylicats ottomans. 

### Première rébellion
Après l'Interrègne, Mustafa apparaît en Roumélie (la partie européenne de l'Empire ottoman) avec l'aide de Manuel II Paléologue alors qu'il vient d'être éconduit par les Vénitiens. Il bénéficie aussi du soutien de Mircea Ier de Valachie et de Cüneyd, le bey de l'Émirat d'Aydın. Mustafa demande à Mehmed Ier qui vient de défaire plusieurs prétendants de partager l'Empire en deux mais il se voit opposer un refus, il est vaincu par les forces de Mehmed Ier. Il trouve refuge à Thessalonique en 1419 et un traité signé entre Manuel II Paléologue et Mehmed Ier aboutit à exiler Mustafa sur l'île de Lemnos.

### Deuxième rébellion
La mort de Mehmed Ier en 1421 entraîne l'arrivée sur le trône ottoman de Mourad II. Celui-ci offre à Manuel II le renouvellement de leur alliance et accepte de céder Gallipoli (Gelibolu) aux Byzantins mais Manuel II choisit de soutenir Mustafa dont les promesses sont très tentantes. Manuel II est probablement influencé par Jean VIII Paléologue et ses autres fils. Mustafa assiège Andrinople et repousse les troupes de Mourad II. Cette défaite entraîne la reddition de Gallipoli mais Mustafa refuse l'accès de la ville aux Byzantins dont les soldats sont renvoyés à Constantinople en janvier 1422. Mustafa tente alors de passer en Asie mais après avoir franchi les Dardanelles, il est abandonné par son allié Cüneyd et ses troupes. Mustafa tente alors de s'enfuir mais il est capturé près d'Andrinople et pendu du haut d'une tour. La défaite de Mustafa expose les Byzantins à la vengeance de Mourad II qui assiège Constantinople sans succès.